# 張始均
張 始均（ちょう しきん、生年不詳 - 519年）は、北魏の官僚・学者。字は子衡。本貫は清河郡東武城県。

## 経歴
張彝の子として生まれた。正直清廉で学問を好み、文才があった。司徒行参軍となり、著作佐郎に転じた。父の孝文帝時代の旧功により、始均は宣武帝に左民郎中に任じられた。郎中を兼ねたまま、員外散騎常侍に転じた。始均は陳寿の『魏志』を編年体に改め、広く異聞を増補して、30巻本に仕立てた。さらに『冠帯録』や諸賦数十篇を著したが、いずれも亡失した。
515年（延昌4年）、大乗の乱が冀州と瀛州の間に起こり、都督の元遥が派遣されてその反乱が鎮圧された。このとき多くの人が殺戮され、数万の遺体が積み上げられた。始均は郎中として行台をつとめ、首級の重さによって軍士の功績を計量した。検査後の数千の首級は始均の指示で焼かれて灰燼となった。
519年（神亀2年）2月庚午、羽林1000人あまりが張彝の邸を焼き討ちし、張彝を殴打した。始均は父を庇って殴られ、生きたまま火の中に投げ込まれて焼き殺された。楽陵郡太守の位を追贈された。諡は孝といった。

## 子女
- 張暠之（平陸侯の爵位を嗣いだ。東魏の武定年間に開府主簿となった。北斉が建国されると、爵位を降格された）
- 張晏之

## 伝記資料
- 『魏書』巻64 列伝第52
- 『北史』巻43 列伝第31